# Serra de São Vicente

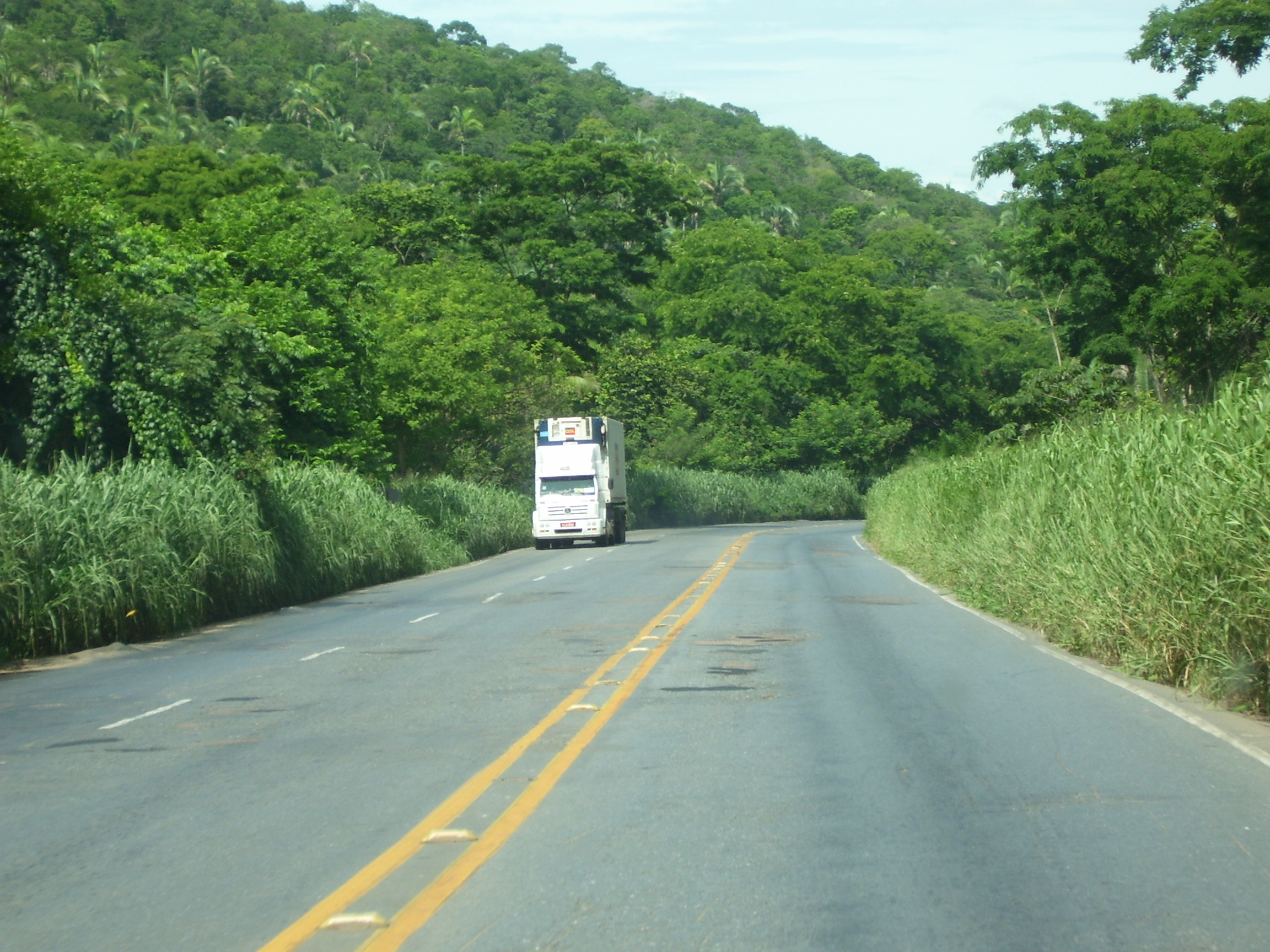
Serra de São Vicente, trecho da BR 163.

A Serra de São Vicente localiza-se no estado de Mato Grosso, próximo a cidade de Cuiabá, sendo cortada pela BR-364. De formação paleozóica, constitui um obstáculo natural para os veículos que trafegam por essa rodovia federal. Na Serra de São Vicente está localizada uma importante estância hidromineral, conhecida como Hotel Mato Grosso Águas Quentes, devida às fontes termais encontradas na região.
Palco de inúmeros acidentes trágicos, a parte da rodovia federal BR-364 localizada na serra foi duplicada pelo DNIT em 2012, diminuindo-se assim o número de vítimas fatais.